# トップ (スーパーマーケット)
株式会社トップは、東京都世田谷区に本社を置き、スーパーマーケットチェーンを運営する日本の企業。スーパートップを中心に、都市型店舗のトップパルケ (Top Parque) 、生鮮食品に力を入れたトップフレッシュマーケット、ニューヤヒロ (NEW YAHIRO) などの業態・屋号で、東京都・神奈川県・千葉県の首都圏1都2県で店舗を展開している。
なお同じCGCグループには生鮮市場TOPがあるが、こちらはマミーマートが運営しており株式会社トップとは無関係である。

## 歴史

### 東食の事業会社として出発
東京証券取引所第1部に上場していた食品商社の東食の小売流通部門として、株式会社スーパートップが食品スーパーを展開したのが始まりである。
そのため東食の流通・外食事業本部の傘下にある事業会社として、食品を主力とする商社活動を展開する上で必要な、消費者の購買動向を把握するためのアンテナショップ的な機能も兼ねて営業していた。

### 茨城県進出と多店舗化
東京都と神奈川県で、主に売場面積500m2以下の小型店を中心に展開していたが、茨城県出身で同県に本拠を置くカスミグループの役員を務めた経験を持つ中村三喜社長が新規に開設した店舗は、売場面積を最低990m2へと拡大すると共に、出店する地区を中村自身が地域事情に詳しい茨城県へも拡大する方針を打ち出した。
この方針を元に、1993年（平成5年）5月に水戸市河和田町に茨城県内1号店となる河和田店を開業したのを皮切りに、1994年（平成6年）には7月の水戸市千波町に2号店の千波店、12月のひたちなか市中根字深谷津に3号店の中根店と相次いで開業し、2～3年間で茨城県内に10店舗を出店して店舗が集中するドミナント地区化を図ることを目指した。
また、1994年（平成6年）9月29日には東京都調布市深大寺東町に深大寺店（現：トップフレッシュマーケット深大寺店）を開業し、徹底した価格政策を軸とした商品分析を行って最大の売上高の店舗とするなど、親会社の影響を受けた商社的経営感覚から脱却して本格的なチェーン店化を図ると共に、生鮮食料品に強い食品スーパーの多店舗展開を進めた。そうした多店化の一環として、1995年（平成7年）にはサンマートを吸収合併して規模の拡大を図った。
1995年（平成7年）1月4日に東京都や千葉県で食品スーパー5店舗を運営していた「サンマート」を吸収合併した。

### 東食の経営破綻
しかし親会社の東食（持株比率86.5%）が、1997年（平成9年）12月18日に金融子会社の東食ファイナンスの多額の不良債権と損失などを理由に、負債総額約6397億円を抱えて東京地方裁判所に会社更生法の適用を申請、事業を継続して再建を図ることになり、1998年（平成10年）3月12日から会社更生法に基づいた再建が開始された。
こうした親会社の事実上の破綻を受け、東食の子会社であるレンゴーを主力取引先としていた加工食品などの仕入先を加藤産業に変更し、1998年（平成10年）4月21日に加藤産業平和島センターからの供給に本格的に切り替えると共に、生鮮食料品はテナントとして入居していた企業から引き続き供給を受けることで事業の継続を図り、1998年（平成10年）4月期中間決算では店舗数24店で売上高を前年同期比約1%減の約124.6億円と微減に留めると共に、経常利益は前年同期比約61.1%増の約8700万円と大幅な増益を達成して、親会社の破綻の影響を乗り越えることに成功した。
1998年（平成10年）10月12日、世界有数の大手穀物商社であるアメリカ合衆国に本拠を置くカーギルが東食の再建の支援企業に決定。2000年（平成12年）3月に会社更生法に基づく新会社の東食がカーギルの傘下に入ったため、同年12月16日にカーギルジャパンから出向した井谷直人社長と宮城伸夫副社長が就任し、当社の経営にもカーギルが関与する形となった。

### CGCの子会社へ
カーギル出身の新経営陣の就任後直ぐの2001年（平成13年）1月16日付で、食品スーパーのボランタリーチェーンであるシジシージャパンに加盟し、同年8月23日には水戸市の千波店とひたちなか市の中根店の茨城県内2店舗をエコスに売却して10月1日付で営業譲渡することで合意し、同年9月には加盟したボランタリーチェーンの本部であるシジシージャパンに経営権を譲渡することで合意が成立したため、当社は東食グループを離脱してシジシージャパン（CGC）の子会社となることになった。
本社に隣接する松原店、渋谷区の上原店は都市型スーパーの「パルケ」業態として店名変更と改装を行い、他の既存店も一般的な食品スーパーに改装したほか、CGCのプライベートブランドの積極的な導入を図るなど、CGC本部直営による食品スーパーとしての運営強化が進められた。
CGCがフジパンの関連会社ベーカリーシステムと共同でクイックベーカリーによる焼きたてパンを推進した際に、1994年（平成6年）7月に実験導入1号店として取り組んだ、東京都葛飾区を中心に食品スーパーを展開する主婦の店いずみを、その後に傘下に入れた。また、ニューヤヒロも傘下に入れている。

## 店舗
出店店舗の詳細は公式サイト「店舗一覧」を参照。
東京23区
- トップパルケ松原店[19]（世田谷区）、トップパルケ豪徳寺店（世田谷区）、トップ若林店（世田谷区）、トップ奥沢店（世田谷区）
- トップパルケ鹿島店（品川区）、洗足池店（大田区）、トップパルケ田端銀座店（北区）、トップフレッシュマーケット大谷田店（足立区、旧：主婦の店いずみ大谷田店）

東京多摩
- トップフレッシュマーケット深大寺店（調布市）[12]、ニューヤヒロ和泉多摩川店（狛江市）、トップパルケ甲州街道駅前店（日野市）

神奈川県
- トップパルケ久地店（川崎市高津区）、ニューヤヒロパルケ稲田堤駅前店（川崎市多摩区、旧：ニューヤヒロ稲田堤駅前店）
- トップパルケ山手店（横浜市中区仲尾台）、トップパルケ反町店（横浜市神奈川区反町）、トップフレッシュマーケット岸根店[22]（横浜市神奈川区）
- トップ相模台店（相模原市南区）

千葉県
- トップパルケ常盤平駅前店（松戸市）、トップフレッシュマーケット江戸川台店（流山市、旧：主婦の店いずみ江戸川台店[20]）

### 過去に存在した店舗

#### 東京23区
- トップパルケ上原店[19]（渋谷区） - 2013年（平成25年）2月24日閉店。[要出典]
- トップ下井草店（杉並区） - 2011年（平成23年）4月25日閉店。[要出典]
- トップ上野毛店（世田谷区上野毛1-19[23]、店舗面積約518m2[23]）

跡地にはマツモトキヨシ上野毛店が2016年12月1日に居抜き出店。
- トップ石神井店（練馬区） - 2019年（平成31年）4月30日閉店。[要出典]跡地にはスギドラッグ上石神井店[広報 2]が2019年11月28日に居抜き出店[25][出典無効]。
- トップパルケ上野毛店（世田谷区中町、旧：トップ中町店）- 跡地にはディスカウント ドラッグコスモス上野毛店[広報 3][出典無効]が2020年4月11日に居抜き出店[26][出典無効]。

#### 東京多摩
- トップ金井木倉店（町田市） - 2009年（平成21年）2月28日閉店[27]。跡地にはクリエイトSD町田金井木倉店[広報 4][出典無効]が同年8月22日に居抜き出店[28]。

#### 神奈川県
- トップ関内店（1987年（昭和62年）9月開店[29]、店舗面積約140坪[29]）

駅前の雑居ビルに出店しており、オフィスや中華街・山下公園など近隣にあることからランチ需要に対応するため総菜売り場を充実させていた。

トップ小田店（川崎市川崎区）　-　2024年(令和6年)6月28日閉店

#### 茨城県
- トップ河和田店（水戸市） - 1993年（平成5年）5月開店[11]。
- トップ千波店（水戸市） - 1994年（平成6年）7月開店[11]、2001年（平成13年）10月1日付でエコスに譲渡[18]。
- トップ中根店（ひたちなか市） - 1994年（平成6年）12月開店[11]、2001年（平成13年）10月1日付でエコスに譲渡[18]。

## 関連会社
- 有限会社ミートトップ[1]

2002年（平成14年）10月1日、食肉加工・販売を行う子会社として設立。資本金300万円。
従業員数は29名、店舗数は16店舗（2019年11月1日現在）。

### 過去の関連会社
- 主婦の店いずみ[21]（東京都葛飾区亀有3-10-2[31]、1960年（昭和35年）11月28日設立[31]）

五反野店（東京都足立区弘道町1-4-21、店舗面積約1,050m2）
- ニューヤヒロ[21]

#### 広報資料・プレスリリースなど一次資料
1. ↑  ドラッグストア マツモトキヨシ 上野毛店 - 店舗検索 マツモトキヨシ[出典無効]
2. ↑  スギ薬局. “上石神井店のチラシと店舗情報｜スギ薬局グループ お客さまサイト”. www.sugi-net.jp. 2023年1月23日閲覧。[出典無効]
3. ↑  上野毛店（かみのげてん） ディスカウント ドラッグコスモス
4. ↑  クリエイト エス・ディー 町田金井木倉店 クリエイトSDホールディングス